# Valle del Fiume Anapo, Cavagrande del Calcinara, Cugni di Sortino
Valle del Fiume Anapo, Cavagrande del Calcinara, Cugni di Sortino este o arie protejată (arie specială de conservare — SAC, sit de importanță comunitară — SCI) din Italia întinsă pe o suprafață de 4.698 ha, integral pe uscat.

## Localizare
Centrul sitului Valle del Fiume Anapo, Cavagrande del Calcinara, Cugni di Sortino este situat la coordonatele 37°06′05″N 14°57′25″E / 37.101389°N 14.956944°E.

## Înființare
Situl Valle del Fiume Anapo, Cavagrande del Calcinara, Cugni di Sortino a fost declarat sit de importanță comunitară în septembrie 1995 pentru a proteja 2 specii de plante și 20 de specii de animale. Situl a fost protejat și ca arie specială de conservare în decembrie 2017.

## Biodiversitate
Situată în ecoregiunea mediteraneană, aria protejată conține 14 habitate naturale: Păduri de Quercus ilex și Quercus rotundifolia, Păduri de Olea și Ceratonia, Iazuri temporare mediteraneene, Pajiști umede mediteraneene cu ierburi înalte de Molinio-Holoschoenion, Păduri de stejar alb estice, Păduri de Platanus orientalis și Liquidambar orientalis (Platanion orientalis), Tufărișuri termo-mediteraneene și de pre-deșert, Ape puternic oligomezotrofe cu vegetație bentonică cu Chara spp., Sarcopoterium spinosum phryganas, Pante stâncoase calcaroase cu vegetație casmofită, Pseudostepă cu ierburi și specii anuale de Thero-Brachypodietea, Peșteri inaccesibile publicului, Râuri mediteraneene cu debit permanent cu specii de Paspalo-Agrostidion și galerii riverane de Salix și de Populus alba, Izvoare petrifiante cu formare de travertin (Cratoneurion).
La baza desemnării sitului se află mai multe specii protejate:
- plante (2): Dianthus rupicola, Ophrys lunulata
- păsări (10): pescăruș albastru (Alcedo atthis), Alectoris graeca whitakeri, erete de stuf (Circus aeruginosus), erete cenușiu (Circus pygargus), Falco biarmicus, Falco naumanni, șoim călător (Falco peregrinus), muscar-gulerat (Ficedula albicollis), gaia neagră (Milvus migrans), viespar (Pernis apivorus)
- mamifere (5): liliac cu aripi lungi (Miniopterus schreibersii), liliac comun (Myotis myotis), liliacul mediteranean cu potcoavă (Rhinolophus euryale), liliacul mare cu potcoavă (Rhinolophus ferrumequinum), liliacul cu potcoavă a lui méhely (Rhinolophus mehelyi)
- nevertebrate (1): Cordulegaster trinacriae
- pești (1): salmo cettii (Salmo cetti)
- reptile (3): Emys trinacris, țestoasă bănățeană (Testudo hermanni), elaphe situla (Zamenis situla)

Pe lângă speciile protejate, pe teritoriul sitului au mai fost identificate 52 de specii de plante, 9 specii de păsări, 5 specii de amfibieni, 6 specii de mamifere, 354 de specii de nevertebrate, 10 specii de reptile.